# Метлок (7. сезона)
Седма сезона серије Метлок је емитована од 5. новембра 1992. до 6. маја 1993. године и броји 18 епизода.

## Опис
Брин Дајер је унапређена у главну поставу на почетку сезоне. Данијел Робак се придружио главној постави на почетку сезоне. Кларенс Гилјард мл. је напустио главну поставу на крају сезоне.

## Улоге
- Енди Грифит као Бен Метлок
- Брин Дајер као Лијен МекИнтајер
- Данијел Робак као Клиф Луис
- Кларенс Гилјард мл. као Конрад МекМастерс (Епизоде 1-17)

## Епизоде
| Бр. еп. (укупно) | Бр. еп. (у сезони) | Наслов                    | Редитељ          | Сценариста                                   | Премијера          | Гледаност у U.S. (милиони) |
| --- | ------------------ | ------------------------- | ---------------- | -------------------------------------------- | ------------------ | -------------------------- |
| 137 | 1                  | "Одмор (1. део)"          | Харви С. Ледмен  | Џери Конвеј                                  | 5. новембар 1992.  | 20.90                      |
| Бен и Лијен су отишли на плажу где се Лијен срела са троје својих другова са факултета, а Бен са неким из своје прошлости ко је случајно брат девојке којој је "сломио" срце пре много година. Прва појава Клифа Луиса. |                    |                           |                  |                                              |                    |                            |
| 138 | 2                  | "Одмор (2. део)"          | Харви С. Ледмен  | Џери Конвеј                                  | 5. новембар 1992.  | 20.90                      |
| Лијенин сусрет са друговима је постао споран јер је она убрзо посумњала да је неко од њих убица. Били Луис је одлучан да се освети Бену јер је сломио његовој сестри Луси срце пре много година. |                    |                           |                  |                                              |                    |                            |
| 139 | 3                  | "Завештање (1. део)"      | Харви С. Ледмен  | Синопсис: Џералд Саноф Сценарио: Д. О'Брајен | 19. новембар 1992. | 16.60                      |
| Кад је Брајан Мартел ухапшен и оптужен за убиство сценаристе Артура Кендала, Бен је одлучио да се умеша у случај јер је премного година његов отац Чарли био осумњичен за убиство Артуровог оца Џејка − убиство за које је Брајанов отац Ли осуђен. Брајан је уверен да Метлок то ради како би се искупио за године које је Ли провео у затвору због убиства за које верује да га је Чарли Метлок починио. Ипак, Метлок верује да ни један ни други нису починили тај злочин. Док су истраживали убиство сценаристе, траг их је ускоро довео до жене са којом је он имао прељубу и њеног јако бесног сина.                                          |                    |                           |                  |                                              |                    |                            |
| 140 | 4                  | "Завештање (2. део)"      | Харви С. Ледмен  | Синопсис: Џералд Саноф Сценарио: Д. О'Брајен | 19. новембар 1992. | 16.60                      |
| Бен, Конрад и Лијен су наставили да бране Брајана Мартела за убиство. |                    |                           |                  |                                              |                    |                            |
| 141 | 5                  | "Дух"                     | Харви С. Ледмен  | Џери Конвеј                                  | 14. јануар 1993.   | 22.40                      |
| Жртва убиства се вратио из мртвих као дух и замолио је Метлока да брани његову супругу која је оптужена за његову смрт. |                    |                           |                  |                                              |                    |                            |
| 142 | 6                  | "Предавање"               | Харви С. Ледмен  | Синопсис: Џоел Штајгер Сценарио: Д. О'Брајен | 21. јануар 1993.   | 19.30                      |
| Бен је одржао предавање о својој каријери и замисли "Савршеног убиства" на правном факултету. Али када је један од студената нестао, на универзитету мисле да је Беново предавање подстакло ваннаставно убиство. |                    |                           |                  |                                              |                    |                            |
| 143 | 7                  | "Певач"                   | Харви С. Ледмен  | Роберт Бренен                                | 28. јануар 1993.   | 14.40                      |
| Кад је продуцент оптужен да је убио своју странку кантри певача, Бен долази да га брани. |                    |                           |                  |                                              |                    |                            |
| 144 | 8                  | "Мета"                    | Харви С. Ледмен  | Роберт Шлит                                  | 4. фебруар 1993.   | 20.90                      |
| Кад се Били Вилер вратио у Атланту са лото листићем у износу од 250000 долара, све паре му је узела прелепа преваранткиња која је ускоро завршила мртва, а њему смештено убиство. Бен и Лијен морају да покушају да скину љагу са његовог имена. |                    |                           |                  |                                              |                    |                            |
| 145 | 9                  | "Поротник"                | Френк Такери     | Џералд Саноф                                 | 11. фебруар 1993.  | 21.20                      |
| Бен намерава да за рођендан оде на пецање са Лијен, али због поротничке дужности нису могли. Упркос његовом убеђивању да ни један заступник не би желео да је у пороти, Бен је постао поротник број шест и док су сви у пороти желели да осуде Трависа Сполдинга због убиства супруге, једино Бен мисли да би требало боље да погледају доказе пре него што га осуде на смрт. На жалост, ускоро је дошло до распламсавања понашања у поротничкој одаји јер су се поротници поделили на оне који мисле да је крив и на оне који мисле да је невин.                                                                                                   |                    |                           |                  |                                              |                    |                            |
| 146 | 10                 | "Богатство (1. део)"      | Лео Пен          | Синопсис: Ен Колинс Сценарио: Џоел Штајгер   | 18. фебруар 1993.  | 19.00                      |
| Братанац ексцентричног милионера је оптужен да је убио свог стрица пошто су виђени како се свађају, а Клиф је послет да ради у зоолошком врту стрица како би прикупио податке који би доказали његову невиност. У међувремену, Били је убедио Бена да га брани на суду јер је ушао у нека улагања која су пошла по злу. |                    |                           |                  |                                              |                    |                            |
| 147 | 11                 | "Богатство (2. део)"      | Лео Пен          | Синопсис: Ен Колинс Сценарио: Џоел Штајгер   | 18. фебруар 1993.  | 19.00                      |
| Бен, Лијен и Клиф настављају да доказују невиност братанца. |                    |                           |                  |                                              |                    |                            |
| 148 | 12                 | "Дуг"                     | Кристофер Хиблер | Ричард Џ. Колинс                             | 18. март 1993.     | 18.50                      |
| Кад је Лијенин бивши супруг Питер оптужен за убиство свог пријатеља и шефа Брајана Морела, Лијен је на ургирање Питерове нове супруге Шерил невољно пристала да га брани. Ипак, кад је Бен (коме се Питер није свиђао и пре него што је оставио Лијен) открио истину о Питеровој могућој побуди за Брајановим убиством, међу којима је и случај од пре 10 година ка ком су се Лијен и Питер упознали, издата Лијен се бори са тим да ли може да га брани. |                    |                           |                  |                                              |                    |                            |
| 149 | 13                 | "Освета"                  | Френк Такери     | Синопсис: Ен Колинс Сценарио: Џералд Саноф   | 25. март 1993.     | 19.00                      |
| Бен је сведочио пљачки у тржном центру, али почеле су да се дешавају ствари због којих је изгледало као да он луди, међу којима су брљање са новинама, слање код погрешних странака и слање његових смешних слика новинама. Бен је схватио да неко покушава да му смести па су он, Клиф и Конрад почели да проверавају неке његове старе случајеве како би покушали да открију који недавно пуштени убица покушава да му се освети. Испало је да је у питању Сиси Локвуд из епизоде "Господин феноменални". У овој епизоди коришћени су делови из епизода "Девојка са насловне стране" и "Лични тренер" пете и "Господин феноменални" шесте сезоне. |                    |                           |                  |                                              |                    |                            |
| 150 | 14                 | "Опседнутост"             | Кристофер Хиблер | Макс Ајзенберг и Лонон Ф. Смит               | 1. април 1993.     | 18.80                      |
| Чак и из болничког кревета, Бен не може да ибаци случај ТВ звезде оптужене за убиство свог терапеута из главе. |                    |                           |                  |                                              |                    |                            |
| 151 | 15                 | "Развод"                  | Лео Пен          | Вилијам Т. Конвеј                            | 8. април 1993.     | 16.90                      |
| Данкан и Клара Фармингтон су наизглед у савршеном браку. Сада хоће савршени развод. Једноставна подела имовине постала је гадна јер Лијен заступа супругу, а Бен супруга. У исто време је Бена за милионе тужио преварант који је лажирао да се повредио у његовој кући. |                    |                           |                  |                                              |                    |                            |
| 152 | 16                 | "Последња афера (1. део)" | Френк Такери     | Синопсис: Ен Колинс Сценарио: Џералд Саноф   | 29. април 1993.    | 17.90                      |
| Бен је позвао бескућника Ленија да живи са њим док је покушавао да открије да ли је надбискуп требало да умре у једном плану − план у који су умешани бивши ногометаш, његова супруга, њен љубавник и мафија. |                    |                           |                  |                                              |                    |                            |
| 153 | 17                 | "Последња афера (2. део)" | Френк Такери     | Синопсис: Ен Колинс Сценарио: Џералд Саноф   | 29. април 1993.    | 17.90                      |
| Док Бен и даље покушава да одгонетне загонетну смрт надбискупа, Конрад је усликао нешто што ће да повеже два случаја пре него што се уписао у црквени хор где га је неко ударио у главу и онесвестио. Последња стална појава Конрада МекМастерса. |                    |                           |                  |                                              |                    |                            |
| 154 | 18                 | "Конкуренција"            | Лео Пен          | Синопсис: Ен Колинс Сценарио: Џералд Саноф   | 6. мај 1993.       | 15.90                      |
| Метлок мисли да се млада клавиристкиња није убила. То не мисли ни девојчин отац који је унајмио Бена да открије шта се стварно десило. |                    |                           |                  |                                              |                    |                            |